# Архітектура load-store
Архітектура load–store («завантажити—зберегти») — архітектура системи команд центрального процесора, у якій існує чіткий поділ інструкцій на дві категорії: команди доступу до оперативної пам'яті (такі як «зберегти значення з регістра за даною адресою», або «завантажити слово з даної адреси пам'яті у регістр»), і операції арифметико-логічного пристрою (які дозволяються лише між регістрами).
Архітектури RISC-процесорів, таких як PowerPC, SPARC, RISC-V, ARM і MIPS є типовими представниками load–store архітектур.
Архітектура load-store є більш «чистою» у розмежуванні інструкцій, яким дозволено доступ до пам'яті, у порівнянні, наприклад, з архітектурами типу «регістр+пам'ять», типових для CISC-процесорів. У останніх команди, де бере участь АЛП, дозволені на операндах, що є регістрами або адресами комірок пам'яті.
Найбільш раннім прикладом реалізації архітектури load-store є комп'ютер CDC 6600.:54–56 Майже всі векторні процесори (включно з багатьма графічними процесорами) також побудовані навколо принципу load-store.

## Приклад: RISC-V
Наступний фрагмент програми ілюструє роботу інструкцій LW і SW у архітектурі RISC-V. Він зчитує 32-розрядне слово з адреси 0x40000001, додає до нього 4, і записує за адресою 0x50000005.
```
/*

 * Асемблювання: riscv64-linux-gnu-as example.S

 */

.equ
 
MMIO1BASE
,
 
0x40000000

.equ
 
MMIO2BASE
,
 
0x50000000

_start:

    
li
   
a0
,
 
MMIO1BASE
    
# Базова адреса пристрою 1

    
lw
   
s0
,
 
1
(
a0
)
        
# Зчитування комірки 1 пристрою 1 до регістра s0

    
addi
 
s0
,
 
s0
,
 
4
        
# Арифметико-логічні операції дозволені лише з регістрами

    
li
   
a1
,
 
MMIO2BASE
    
# Базова адреса іншого пристрою

    
sw
   
s0
,
 
5
(
a1
)
        
# Запис комірки 5 пристрою 2

    
wfi
                   
# Зупинка

```